# Glycerine
Glycerine è un singolo del gruppo rock britannico Bush, pubblicato nel 1995 ed estratto dall'album Sixteen Stone.

## Tracce
1. Glycerine
2. Solomon's Bones
3. Alien [LP Version]

## Video
Il videoclip di "Glycerine" è stato girato in un brevissimo periodo di tempo quando la band era in tournée negli Stati Uniti. Il video è stato girato così velocemente perché i visti della band erano scaduti. Sebbene semplice e disadorno, il video è stato molto acclamato e ha vinto numerosi premi, tra cui l'MTV Video Music Award - Viewer's Choice e nominato per il miglior video alternativo agli MTV Video Music Awards del 1996. Il video musicale è stato diretto da Kevin Kerslake e girato ad Atlanta, in Georgia, il 2 ottobre 1995.